# 안드레 로버슨

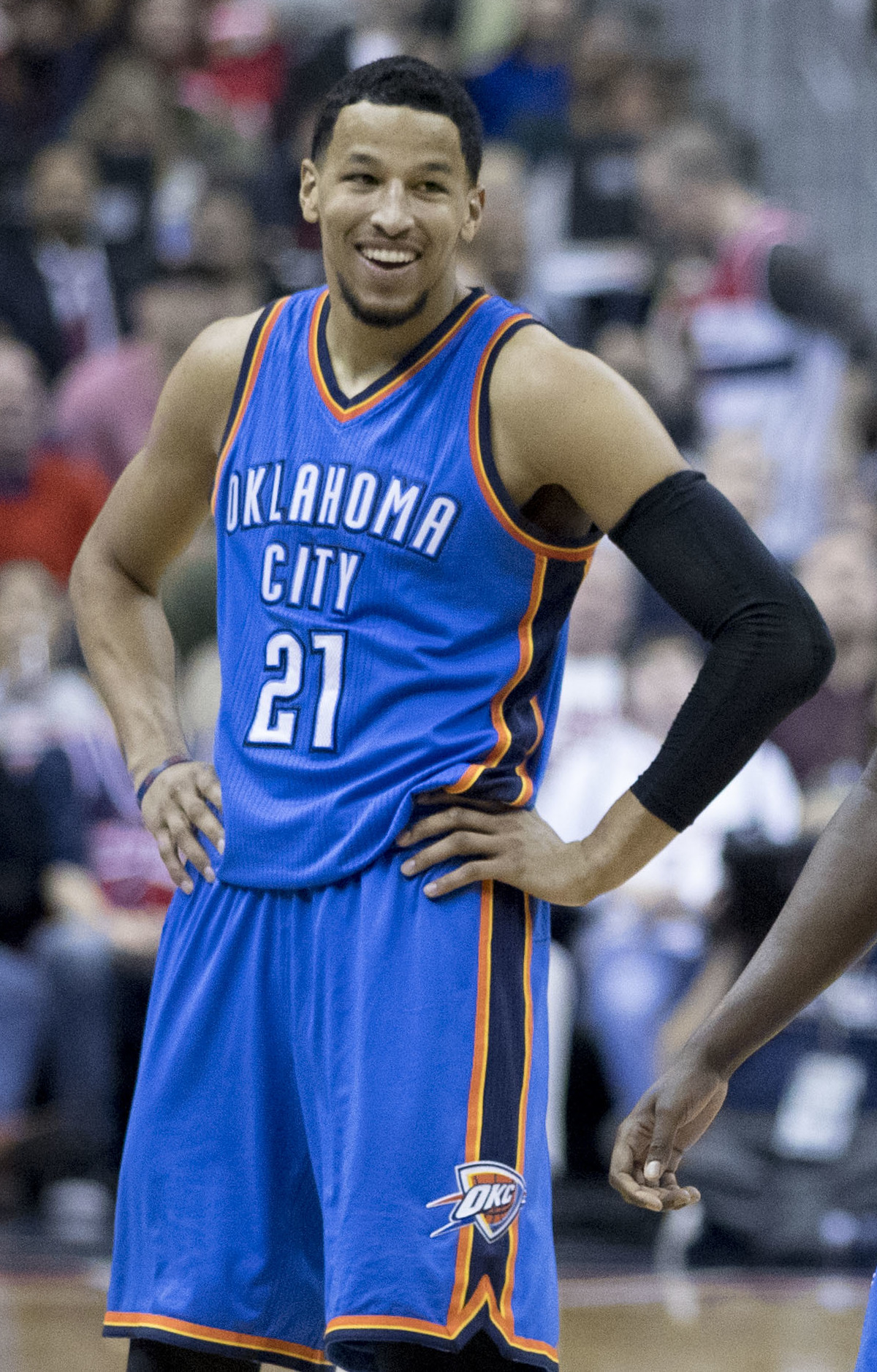

안드레 로버슨(André Roberson, 본명: 안드레 리 로버슨, André Lee Roberson, 1991년 12월 4일 ~ )은 NBA G 리그의 오클라호마시티 블루에서 마지막으로 뛰었던 미국 프로 농구 선수이다. 콜로라도 버팔로스에서 대학 농구를 했다. 2013년 주니어 시절 로버슨은 두 번째로 팩-12에서 1군 전체 컨퍼런스 영예를 얻었으며 팩-12 올해의 수비 선수로도 선정되었다. 2013년 NBA 드래프트 1라운드 전체 26순위로 지명됐다. 드래프트 나이트 트레이드에서 오클라호마시티 썬더에 인수되었다. 2017년 NBA 올-디펜시브 세컨드 팀에 지명되었다.

## 프로 경력
- 오클라호마시티 썬더(2013~2020)
- 브루클린 네츠 (2021)
- 오클라호마 시티 블루 (2023)